# Vakıflı, Soma
Vakıflı là một xã thuộc huyện Soma, tỉnh Manisa, Thổ Nhĩ Kỳ. Dân số thời điểm năm 2011 là 76 người.